# Сулејман Селими
Сулејман Селими (алб. Sylejman Selimi; Овчарево, 25. септембар 1970) био је припадник албанске терористичко-криминалне Дреничке групе, један од команданата Ослободилачке војске Косова и један је од водећих албанских криминалаца.

## Биографија
Рођен је 25. септембра 1970. године у селу Овчареву у општини Србици. Био је студент Рударског факултета у Косовској Митровици. Није служио војни рок јер је проглашен неспособним. Непосредни је учесник у терористичким акцијама изведеним 25. и 26. новембра 1997. године над судским извршитељима и полицијом у селу Воћњак, као и над полицијском колоном у селу Лауша, заселак Лудовић, општина Србица. Крајем 1997. године учествовао је у убиству Садика Бајрамија из села Доњи Обилић, општина Србица. Те 1997. године је подигнута оптужница против њега због тероризма и осуђен је у одсуству на 20 година затвора. У периоду од фебруара 1998. до јуна 1999. године налазио се на месту команданта Главног штаба ОВК за Дреницу. После погибије Адема Јашарија марта 1998, изместио је главни штаб у село Ликовац, одакле су и изашле прве слике смотри јединица ОВК. У просторијама полицијске станице у том селу, по Селимијевом наређењу основан је логор за Србе и нелојалне Албанце, од којих су многи мучени и убијани. Био је директно надређен команданту логора и војне полиције ОВК Сахиту Јашарију. Један припадник ОВК је српском Тужилаштву за ратне злочине изјавио да су Селими и Сабит Геци одговорни и за убиство Зенуна Дермишија у селу Турићевац. У Ликовцу је од стране Селимијеве тзв. Дреничке групе убијен и полицајац Иван Булатовић када му је после дужег мучења моторном тестером одрубљена глава.
Од фебруара до маја 1999, био је начелник генералштаба ОВК. На том месту је заменио Азема Суљу. У том периоду, 13. марта 1999. године, МУП Србије је издао потерницу за њим. Током рата на Косову био је повезан и са Екремом Авдијуом, командантом муџахединске јединице Абу Бекир Сидик. У зиму 1999, од стране Привремене владе Хашима Тачија именован је за команданта тзв. Националне гарде Косова. Осим активности на Косову и Метохији, Селими је имао важну улогу у организовању пребацивања терористичких група са подручја Дренице у Македонију током сукоба 2001. године. Има чин генерал-мајора и обављао функцију заменика команданта Косовског заштитног корпуса до 2006, када је именован за његовог команданта пошто је дотадашњи командант Агим Чеку изабран за премијера Косова. Године 2008. је именован за првог команданта Косовских снага безбедности - КСБ. Био је сведок на суђењу Фатмиру Лимају, Исаку Муслијуу и Харадину Бали, тројици бивших припадника ОВК. Године 2012. Еулекс је започео истрагу против њега због сумње да је починио злочине у Дреници, а истовремено Селими је постао амбасадор тзв. Републике Косова у Тирани.
Такође, значајна је његова улога у организованим криминалним активностима. У вези је са Кадријем Весељијем, Џавитом Хаљитијем и Реџепом Селимијем, као и са појединим криминалним структурама из Албаније, међу којима су Исмет Османи, звани Цури, један од водећих дилера наркотика у земљама западне Европе, и Зано Ћауши, лидер албанске криминалне организације која се бави илегалним прометом оружја из Албаније на подручје Македоније, Црне Горе и Косова.
Ухапшен је маја 2013. године заједно са још шест припадника Дреничке групе.